# Narodowe Centrum Kompetencji HPC

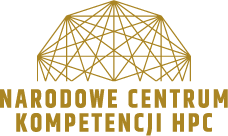
Logo Narodowego Centrum Kompetencji HPC

Narodowe Centrum Kompetencji HPC (The National HPC Competence Centre in Poland) – ośrodek ekspercki, a zarazem punkt kontaktowy, który umożliwia użytkownikom korzystanie z polskiej i europejskiej infrastruktury superkomputerowej. Utworzone, by zapewniać technologiczne i szkoleniowe wsparcie w zakresie wysokowydajnych obliczeń (HPC – High Performance Computing), wysokowydajnej analityki danych (HPDA – High Performance Data Analytics), a także sztucznej inteligencji (AI – Artificial Intelligence) naukowcom, przedsiębiorcom oraz instytucjom publicznym. Powstało w ramach projektu EuroCC (National Competence Centres in the framework of EuroHPC – Narodowe Centra Kompetencji EuroHPC), który jest projektem wspierającym EuroHPC JU, czyli wspólne przedsięwzięcie 33 krajów europejskich i Komisji Europejskiej. 

## Konsorcjum
Narodowe Centrum Kompetencji HPC jest jednym z 33 działających w Europie. W Polsce projekt EuroCC realizuje Konsorcjum PLGrid, dlatego w skład Narodowego Centrum Kompetencji HPC wchodzi sześć polskich centrów obliczeniowych:

- Akademickie Centrum Komputerowe Cyfronet AGH (koordynator)
- Interdyscyplinarne Centrum Modelowania Matematycznego i Komputerowego Uniwersytetu Warszawskiego
- Poznańskie Centrum Superkomputerowo-Sieciowe
- Centrum Informatyczne Trójmiejskiej Akademickiej Sieci Komputerowej
- Wrocławskie Centrum Sieciowo-Superkomputerowe
- Centrum Informatyczne Świerk w Narodowym Centrum Badań Jądrowych.

## Usługi
1. Zapewnianie dostępu do mocy obliczeniowej uczelniom, instytutom badawczym, przemysłowi (zwłaszcza z sektora MŚP) oraz administracji publicznej.
2. Udostępnianie naukowego oprogramowania, m.in. Abaqus ⋅ ABINIT ⋅ ADF ⋅ Amber ⋅ ANSYS (ANSYS CFD:  Fluent, CFX, ICEM; Mechanical) ⋅ AutoDock ⋅ BAGEL ⋅ Beast ⋅ ⋅ Cfour ⋅ Comsol ⋅ CP2K ⋅ CPMD ⋅ CRYSTAL ⋅ Dalton ⋅ Dask ⋅ DIRAC ⋅ FDS-SMV ⋅ GAMESS ⋅ Gaussian ⋅ Gromacs ⋅ IDL ⋅ Mathcad ⋅ Mathematica⋅ Matlab ⋅ Molcas ⋅ Molden ⋅ Molpro ⋅ MOPAC ⋅ NAMD ⋅ NBO ⋅ NWChem ⋅ OpenFOAM ⋅ OpenMolcas ⋅ Orca ⋅ Quantum ESPRESSO ⋅ R ⋅ Rosetta ⋅ SIESTA ⋅ Tinker ⋅ TURBOMOLE ⋅ VASP ⋅ VMD ⋅ WIEN2k.
3. Szkolenia i szerzenie wiedzy w zakresie HPC.
4. Konsulting i ekspertyzy.
5. Wsparcie ekspertów w zakresie HPC.
6. Opracowanie i udostępnianie mapy kompetencji centrów HPC w Polsce.
7. Kontaktowanie przedsiębiorców (zwłaszcza z sektora MŚP) i środowiska akademickiego w celu realizacji wspólnych projektów z wykorzystaniem komputerów dużej mocy.